# 俺の空だぜ!若大将
『俺の空だぜ！若大将』（おれのそらだぜわかだいしょう）は、加山雄三主演の日本映画。若大将シリーズの第16弾。数々のシリーズに出演してきた飯田蝶子、左卜全の最後のシリーズ出演作品。伊豆、箱根、伊豆大島でロケーションされた。1970年8月14日公開。東宝製作。同時上映「バツグン女子高生 16才は感じちゃう」（内藤洋子、吉沢京子主演）。公開後、主演の加山は松本めぐみと結婚した。

## ストーリー
前作「ブラボー!若大将」で、社長にまで上り詰めた若大将だったが、今作は青大将の父親の経営する建設会社の平社員（しかも上司が青大将）という設定に逆戻りした。
“若大将”こと田沼雄一は、“青大将”こと石山新次郎の父親が経営する建設会社東海建設に勤務している。雄一の上司は、同期ながら父親のコネで出世をした青大将。東海建設は今マンション建設に力を入れているが、若大将の夢は地球と環境と人間がマッチした未来都市作りだ。
そんなある日、東海建設にマンション建設反対のデモ隊が押し寄せ警察が出動する騒ぎとなった。そのデモ隊の中に久太郎の姿を見つけた青大将は、立ち退き交渉の責任者に若大将を抜擢した。若大将の熱血交渉が功を奏したのか、マンションの立ち退き交渉が順調に進み、残るは銭湯梅の湯1軒のみとなった。しかし、店主の常吉は反対運動の中心になっている頑固者。若大将は、何度も交渉のために梅の湯に足を運ぶが、常吉は取り合ってもくれない。何度も常吉に居留守や門前払いを受けても足繁く梅の湯を訪問する雄一の姿を見て、常吉の姪の節子・敏子は好感を持ち、常吉の心も次第に軟化してきた。
しかし、一向に進まない立ち退き交渉に業を煮やした青大将は、梅の湯へ強行突入して常吉にけがを負わせてしまった。その行為に激怒した久太郎は若大将を勘当し、若大将も無責任な青大将の態度に激怒し、辞表を叩き付けるのだった。

## スタッフ
- 製作 - 藤本真澄、安武龍
- 監督 - 小谷承靖
- 監督助手 - 奥村正彦
- 脚本 - 田波靖男
- 撮影 - 逢沢譲
- 音楽 - 広瀬健次郎
- 美術 - 薩谷和夫
- 録音 - 原島俊男
- 整音 - 西尾舞
- 照明 - 比留川大助
- 編集 - 諏訪三千男
- 製作担当者 - 大久保欣四郎
- スチール - 中山章

## キャスト
- 田沼雄一 - 加山雄三
- 田沼りき - 飯田蝶子
- 田沼久太郎 - 有島一郎
- 江口敏 - 江原達怡
- 江口（田沼）照子 - 中真千子
- 太田茂夫 - 大矢茂
- 太田春江 - 久慈あさみ
- 塚本節子 - 酒井和歌子
- 塚本敏子 - 松村幸子
- 石山新次郎 - 田中邦衛
- 石山剛造 - 北竜二
- 大林英子 - 応蘭芳
- 大林（英子の父）- 上田吉二郎
- 立花 - 藤木悠
- 石山の秘書 - 菱見百合子
- 綿貫竜平 - 渡辺有三
- 老人 - 左卜全
- 常吉 - 伴淳三郎

## 挿入歌
- 「美しいビーナス」 ※エンディングに使用された。
- 「君かも知れない僕かも知れない」 ※京南大学のダンスパーティーで雄一が唄った。
- 「人知れず」 ※雄一&節子、茂夫&敏子のダブルデートを青大将&英子が邪魔をするシーンに使用された。

## ロケ地
- 富士フイルム西麻布ビル
- 調布飛行場
- 成城ゴルフクラブ

など